# František Ambrož Stříteský
František Ambrož Stříteský (9. prosince 1912 Horní Újezd – 16. prosince 1989 Litomyšl) byl český katolický klerik a teolog, poslední rektor piaristické koleje v Litomyšli a politický vězeň komunistického režimu v Československu.

## Život

### Mládí a studia
Vyrůstal bez otce. Z šesti sourozenců se dospělosti dožili pouze dva, František Ambrož a jeho o tři roky starší sestra Anna. V letech 1928–1936 vystudoval litomyšlské gymnázium s úmyslem stát se piaristou. Ve studiích pokračoval v letech 1937–1939 na Teologické fakultě Univerzity Karlovy v Praze, po uzavření vysokých škol nacisty navštěvoval bohoslovecký seminář pražské arcidiecéze. Po skončení studií byl v roce 1942 vysvěcen na kněze.
Do konce války vyučoval v Praze. Od roku 1943 zastával úřad kaplana v kostele sv. Jindřicha v Praze. V září 1945 byl zvolen rektorem piaristické koleje v Litomyšli a druhým kaplanem místního proboštství. Od stejného roku vyučoval na místním gymnáziu. Politicky se angažoval v lidové straně, za níž byl zvolen do Okresního národního výboru Litomyšl, v Junákovi potom působil jako duchovní rádce.

### Proces Stříteský a spol.
1. dubna 1950 byl zatčen Státní bezpečností, odvezen do Pardubic a po podpisu zatýkací listiny převezen do Chrudimi. Ve dnech 9. až 11. října se před Státním soudem v litomyšlském Smetanově domě konal vykonstruovaný proces se skupinou Stříteský a spol., kterou tehdejší tisk označil za „teroristickou skupinu Ata ve službách Vatikánu“. Cílem bylo rozvrácení skautské organizace poukazem na jejich údajné rozkazy z Vatikánu. Během procesu se nahlas předčítaly petice požadující příkladné potrestání obviněných a zfanatizovaná veřejnost hrubě urážela obviněné. Celkem 24 lidí, studentů reálného gymnázia v Litomyšli, vysokoškoláků a průmyslováků, bylo odsouzeno za údajnou odbojovou činnost k celkem 220 letům vězení. Nejmladšímu obviněnému bylo teprve 16 let. Většině odsouzených byl zkonfiskován majetek a jejich občanská práva byla na několik let odebrána. Vedení gymnázia vyloučilo obviněné studenty ze všech středních škol a znemožnilo jim tak dokončit formální vzdělání.
Stříteský si měl odsedět 25 let, ve vězení nakonec strávil celkem 10 let a 2 měsíce, z toho rok a půl v naprosté izolaci. Internován byl postupně v Chrudimi, v Písku, na Borech, v Pardubicích, na Pankráci, v Kartouzích, na Mírově, v Pardubicích, ve Tmavém dole u Rtyně, v Pardubicích, v Ruzyni, v Olomouci a na Mírově. Propuštěn byl na amnestii prezidenta Novotného v roce 1960.

### Po propuštění
Po propuštění pracoval jako zahradník. Jelikož ovládal několik světových jazyků, překládal pro vedení podniku odbornou literaturu. V letech 1968 až 1972 působil jako dokumentační pracovník Výzkumného a vývojového ústavu technického skla v Praze. V roce 1969 byl jmenován provinciálem českomoravské provincie, kterým zůstal až do smrti. Po ukončení pracovního poměru odešel do penze a téhož roku byl jmenován osobním tajemníkem kapitulního vikáře královéhradecké diecéze.
Po smrti bylo jeho tělo uloženo na Městském hřbitově v Litomyšli do hrobu místního piaristy Germana Presidenta. Během rekonstrukce přilehlého kostela sv. Anny v letech 2005 až 2009, při které došlo u části hrobových míst k nucené exhumaci, byly tyto ostatky vyzvednuty. Od 28. června 2018 potom spočívají v samostatném hrobě. Součástí nového řešení hrobu zůstala i původní deska s plastikou od Olbrama Zoubka.